# Mitrasacme indica
Mitrasacme indica là một loài thực vật có hoa trong họ Mã tiền. Loài này được Wight mô tả khoa học đầu tiên năm 1850.